# 直穗薹草
直穗薹草（学名：Carex atherodes）是莎草科薹草属的植物。分布于俄罗斯、蒙古以及中国大陆的新疆、吉林、内蒙古、黑龙江、辽宁、河北等地，生长于海拔500米至700米的地区，一般生于河边、沼泽地和河边潮湿地，目前尚未由人工引种栽培。

## 异名
- Carex orthostachys C. A. Mey. var. spuria Y. L. Chang et Y. L. Yang